# Теймур бин Фейсал
Теймур бин Фейсал (араб. تيمور بن فيصل بن تركي‎; 1886, Маскат — 1965, Бомбей) — правивший в 1913—1932 годы султан Маската и Омана из династии Саидидов.

## Биография
Старший сын султана Фейсала бен Турки. На престол взошёл после смерти отца, 15 октября 1913 года. Сразу после воцарения Теймура в Омане вспыхнули с новой силой затихшие было при его отце столкновения между племенами хинави и гафири. Избранному в том же 1913 году имаму Салиму ибн Рашиду аль-Харуси удалось примирить враждующих и объединить их в борьбе против султана Теймура. Организованный восставшими поход на город Маскат в 1915 году последнему удалось отразить лишь при помощи британских войск. После длительных переговоров в Сибе в 1920 году был заключён договор о разграничении владений султана и имама. Имам признал верховенство султана, за что получил на внутренних территориях страны широкую автономию.
Так как Оман и Маскат длительное время находился на грани финансового краха, Теймур бин Фейсал передал управление страной в значительной степени британским чиновникам, сам же жил преимущественно в Индии. Вернувшись ненадолго в Маскат, он 10 февраля 1932 года отказался от престола в пользу своего сына Саида бен Теймура (1932—1970). После этого бывший султан большей частью жил за пределами своей страны, за исключением периода в 1945—1946 годах — которые провёл в Маскате.

## Семья
Теймур был женат шесть раз и от своих жён имел пятерых сыновей и дочь.
- 1 супруга: Её Высочество принцесса Саида Фатима бинт Али аль-Саид (родилась 4 мая 1891 Занзибар; бракосочетание 1902; умерла в апреле 1967 года в Маскате).

в этом браке был рождён султан Саид бен Таймур (1910—1972).
- 2 супруга: имя неизвестно

в этом браке был рождён: принц Саид Маджид ибн Теймур аль-Саид (родился 1919 году в Маскате)
- 3. супруга: Камила Игрей (бракосочетание 1920; развод 1921)

в этом браке был рождён: принц Саид Тарик ибн Теймур аль-Саид (родился 30 июня 1921 года в Бомбее—1980), отец Хейсама бен Тарика, султана с 2020 года.
- 4 супруга: имя неизвестно

в этом браке был рождён: принц Саид Фахар ибн Теймур аль-Саид (1925—1996)
- 5 супруга: Киёко, японка по национальности (бракосочетание ок. 1936, развод ок. 1940; скончалась между 1940 и 1943 годами)

в этом браке была рождена: принцесса Саида Бутейна бинт Теймур аль-Саид (родилась 1937 году в Японии)
- 6 супруга: имя неизвестно, дочь Али бинт Салима. Бракосочетание состоялось в марте 1941 года в Индии.

в этом браке был рождён: принц Саид Шабиб ибн Теймур аль-Саид (родился 22 августа 1943 года в Бомбее)

## Награды
Среди прочих наград, султан Теймур бин Фейсал был рыцарем-коммандором ордена Индийской империи и кавалером ордена Звезды Индии.